# Grotte Harregi
La grotte Harregi, encore écrit Haregi, Harégi ou Haréguy, est une grotte paléolithique située sur la commune d'Aussurucq dans le département des Pyrénées-Atlantiques. La grotte, bien que petite, contenait un important gisement archéologique, les fouilles y ont révélé des niveaux du Moustérien, Gravettien, Solutréen, Magdalénien, Néolithique et âge du bronze,.
La grotte se trouve sur la commune d'Aussurucq en Soule des Arbailles. La grotte fait partie d'un ensemble de plusieurs grottes réparties dans le massif des Arbailles.

## Historique

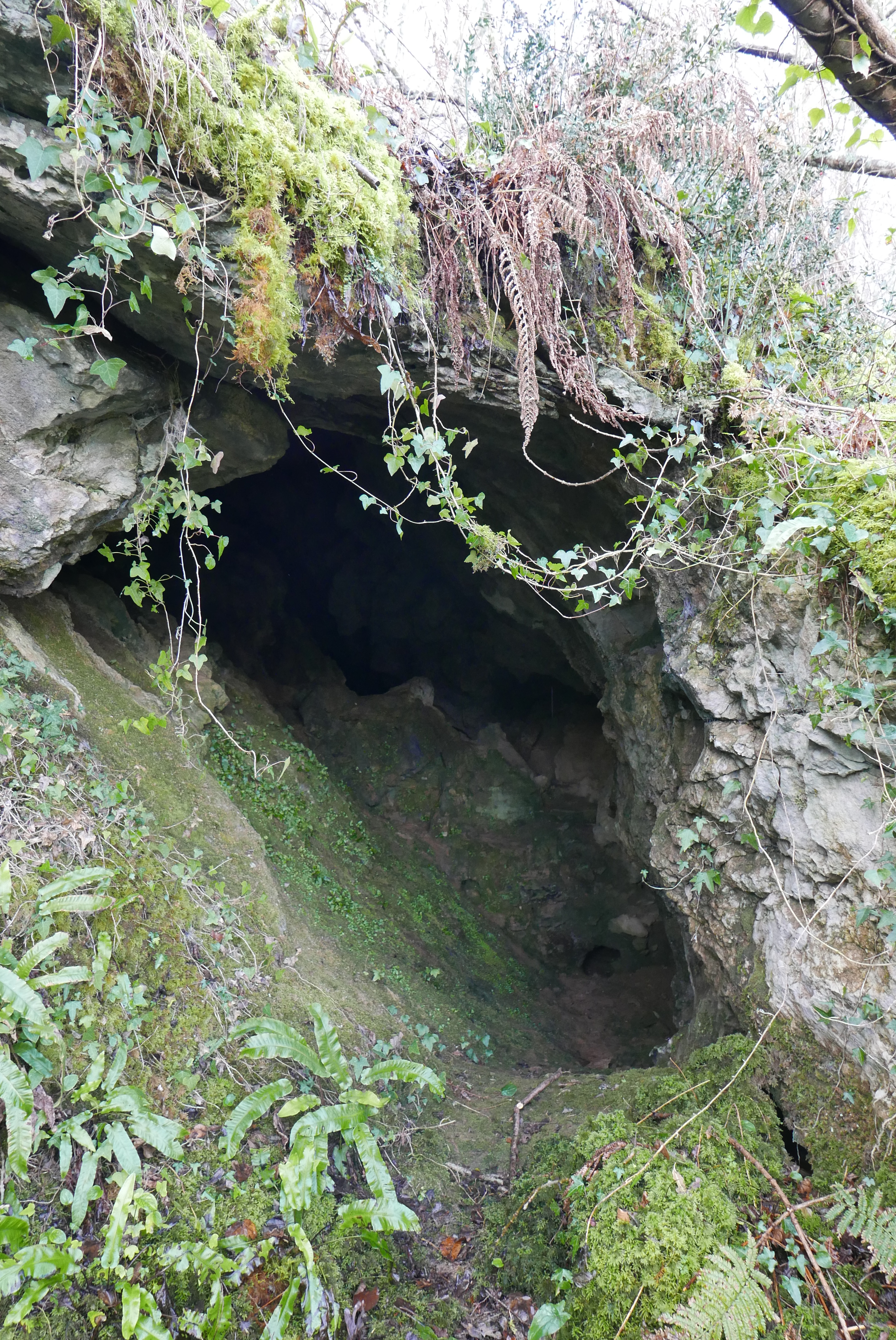
Entrée de la grotte Harregi

La grotte a été fouillée par Pierre Boucher de 1954 à 1960.

## Occupations

### Néolithique
La grotte contient un niveau attribué au Néolithique moyen, ce dernier a été identifié par un dépôt funéraire contenant une hache polie, une céramique et huit squelettes d'individus.